# Montilla (Gerichtsbezirk)
Der Gerichtsbezirk Montilla ist einer der zwölf Gerichtsbezirke in der spanischen Provinz Córdoba.
Der Bezirk umfasst 9 Gemeinden auf einer Fläche von 727,04 km² mit dem Hauptquartier in Montilla.

## Gemeinden
| Gemeinde                         | Einwohner (2024) | Fläche km² | Dichte Einw./km² | Cod INE | Postleitzahl |
| -------------------------------- | ---------------- | ---------- | ---------------- | ------- | ------------ |
| Fernán-Núñez                     | 9.638            | 29,80      | 323              | 14027   | 14520        |
| La Guijarrosa                    | 1.333            | 45,56      | 29               | 14902   | 14902        |
| Montalbán de Córdoba             | 4.435            | 33,66      | 132              | 14040   | 14548        |
| Montemayor                       | 3.885            | 57,98      | 67               | 14041   | 14530        |
| Montilla                         | 22.333           | 168,51     | 133              | 14042   | 14550        |
| La Rambla                        | 7.438            | 135,61     | 55               | 14057   | 14540        |
| San Sebastián de los Ballesteros | 854              | 11,84      | 72               | 14059   | 14150        |
| Santaella                        | 4.655            | 226,07     | 21               | 14060   | 14546        |
| La Victoria                      | 2.335            | 18,01      | 130              | 14065   | 14140        |
| Gerichtsbezirk Montilla          | 56.906           | 727,04     | 78               | –       | –            |